# Amphiporus reduncus
Amphiporus reduncus är en djurart som tillhör fylumet slemmaskar, och som beskrevs av Jirô Iwata 1957. Amphiporus reduncus ingår i släktet Amphiporus och familjen Amphiporidae. Inga underarter finns listade i Catalogue of Life.